# Kościół św. Mikołaja Biskupa w Borowej
Kościół Świętego Mikołaja Biskupa i Nawiedzenia Najświętszej Maryi Panny− rzymskokatolicki kościół parafialny należący do parafii pod tym samym wezwaniem (dekanat Mielec Północ diecezji tarnowskiej).

## Historia
Obecna murowana świątynia została wzniesiona w latach 1886-93 dzięki staraniom ówczesnego proboszcza księdza Stanisława Mizerskiego według projektu architekta Władysława Wimmera. Kierownikiem prac budowlanych był początkowo sam Wimmer, natomiast po jego rezygnacji Franciszek Bigo z Mielca. Świątynia została konserowana przez biskupa tarnowskiego Ignacego Łobosa w 1895 roku. Budowla była remontowana w 1934 roku i w 1970 roku.

## Architektura
Świątynia reprezentuje styl eklektyczny z widocznymi cechami neorenesansu i neobaroku. Wybudowana została z cegły i jest otynkowana. Budowla posiada jedną nawę z prezbiterium zamkniętym trójbocznie, po bokach którego są umieszczone dwie dobudówki zakrystyjne. Nawa jest szersza i posiada dwie kaplice po bokach, umieszczone symetrycznie oraz kruchtę z przodu. Elewacja frontowa posiada zwieńczenie w formie trójkątnego przyczółka, tak jak wysoka kruchta. Ściany zewnętrzne otoczone są skarpami. Świątynia jest nakryta dachami dwuspadowymi z wieżyczką na sygnaturkę z latarnią, umieszczoną nad nawą. Kaplice są nakryte kopułami z latarniami. Wnętrze nakrywają sklepienia kolebkowe z lunetami spływającymi na pilastry. Chór muzyczny jest podparty trzema arkadami. Polichromia wnętrza o motywach ornamentalnych i figuralnych została wykonana przez Kazimierza Morwaya z Tarnowa.

## Wyposażenie i wystrój
Do wyposażenia kościoła należy pięć ołtarzy w stylu neobarokowym, powstałych na przełomie XIX/XX wieku, w ołtarzu głównym wykonanym przez snycerza Jana Jarosza z Padwi Narodowej jest umieszczony łaskami słynący obraz Matki Bożej z Dzieciątkiem namalowany w XVII wieku, ambona w stylu neobarokowym, powstała w tym samym czasie co ołtarze, chrzcielnica drewniana w stylu barokowym, wykonana w XVII wieku, organy wykonane między 1908 a 1911 rokiem przez Aleksandra i Kazimierza Żebrowskich, krakowskich organmistrzów oraz trzy dzwony odlane w 1948 roku o imionach: Stanisław, Mikołaj i Józef, powstałe w wytwórni dzwonów Schwabe w Białej Krakowskiej (obecnie Bielsko-Biała), ufundowane przez parafian na pamiątkę ocalenia świątyni podczas bombardowania w 1944 roku oraz odzyskanie wolności.